# Devon Conway
Devon Philip Conway (* 8. Juli 1991 in Johannesburg, Südafrika) ist ein aus Südafrika stammender neuseeländischer Cricketspieler, der seit 2020 für die neuseeländische Nationalmannschaft spielt.

## Kindheit und Ausbildung
Conway besuchte das St John’s College in Johannesburg. Er ging durch das Schul-Cricket-System von Gauteng.

## Aktive Karriere

### Anfänge in der Nationalmannschaft
Conway spielte ab 2008 für Gauteng, konnte sich jedoch nicht im Franchise-Cricket bei den Dolphins und den Highveld Lions nicht durchsetzen. Als keine Aussicht für ihn bestand in Südafrika auf internationales Niveau vorzustoßen, entschied er sich ins Ausland zu gehen. Im Jahr 2017 wechselte er nach Wellington und konnte sich dort etablieren. In der Saison 2019/20 war er in allen drei nationalen Wettbewerben, dem Plunket Shield, der Ford Trophy und dem Super Smash, der jeweils beste Run-Scorer der Saison. Im August 2020 erhielt er dann die Freigabe durch den Weltverband um für Neuseeland spielen zu dürfen.
Sein Debüt in der neuseeländischen Nationalmannschaft gab er in der Twenty20-Serie bei der Tour gegen die West Indies im November 2020. In seinem zweiten Spiel konnte er mit 65* Runs sein erstes internationales Half-Century erzielen. Bei den nächsten beiden Touren gegen Pakistan (63 Runs) und Australien (99* Runs) konnte er ebenfalls jeweils ein Half-Century in den Twenty20s erreichen. Daraufhin absolvierte er auch seine ersten ODIs auf der Tour gegen Bangladesch im März 2021, wobei er bei der Serie ein Half-Century über 72 Runs und ein Century über 126 Runs aus 110 Bällen erzielte. Für diese Leistungen wurde er als Spieler der Serie ausgezeichnet. In der daran anschließenden Twenty20-Serie konnte er ein weiteres Fifty über 92 * Runs erreichen und wurde als Spieler des Spiels ausgezeichnet. Im Juni 2021 auf der Tour in England absolvierte er auch seinen ersten Test und konnte dabei beim Debüt ein Doppel-Century über 200 Runs aus 347 Bällen erzielen und wurde als Spieler des Spiels ausgezeichnet. Daraufhin konnte er mit Neuseeland die erstmals ausgetragene Test-Weltmeisterschaft gegen Indien gewinnen.

### Etablierung in der Nationalmannschaft
Im November 2021 spielte er beim ICC Men’s T20 World Cup 2021, wobei seine beste Leistung 46 Runs beim Halbfinal-Sieg gegen England waren. Bei der Tour gegen Bangladesch im Januar 2022 konnte er mit 122 Runs aus 227 Bällen und 109 Runs aus 166 Bällen zwei weitere Test-Centuries erzielen und wurde dafür als Spieler der Serie ausgezeichnet. In der folgenden Test-Serie gegen Südafrika erreichte er ein Fifty über 92 Runs. Im Sommer 2022 erzielte er ein weiteres Fifty in der Test-Serie in England. In den West Indies gelang ihm in der ODI-Serie ein weiteres Fifty (56 Runs). In der Vorbereitung für die Weltmeisterschaft absolvierte er mit dem Team ein heimisches Drei-Nationen-Turnier, bei dem er gegen Bangladesch zwei Fifties (70* und 64 Runs) erreichte. Beim ICC Men’s T20 World Cup 2022 waren dann ein Fifty über 92* Runs gegen Australien seine beste Leistung. Nach dem Turnier erreichte er dann ein weiteres Fifty (59 Runs) in der Twenty20-Serie gegen Indien. Daraufhin reiste er mit dem Team nach Pakistan, wo ihm in den Tests (92 und 122 Runs aus 191 Bällen) und ODIs (101 Runs aus 92 Bällen und 52 Runs) jeweils ein Fifty und ein Century gelang. In der ODI-Serie wurde er dann auch als Spieler der Serie ausgezeichnet. In Indien folgten dann ein Century über 138 Runs aus 100 Bällen in den ODIs und ein Fifty über 52 Runs in den Twenty20s. Bis zum Ende der Saison erzielte er zwei weitere Test-Fifities (77 und 61 Runs) gegen England und ein weiteres (78 Runs) gegen Sri Lanka.

### Bis heute
In der Saison 2023 gelang ihm in England ein ODI-Century über 111* Runs aus 121 Bällen, wofür er als Spieler des Spiels ausgezeichnet wurde. Daraufhin reiste er mit dem Team nach Indien für den Cricket World Cup 2023, wo er im Eröffnungs-Spiel gegen England in einer Partnerschaft mit Rachin Ravindra die Vorgabe zusammen einholen konnte und dabei ein Century über 152* Runs aus 121 Bällen erreichte. Zusammen mit dem Team erreichte er dann das Halbfinale, wo sie gegen Indien ausschieden. Im Februar 2024 gelang ihm ein Fifty über 63 Runs gegen Australien.

## Auszeichnungen
Im April 2022 wurde er als einer der fünf Wisden Cricketers of the Year ausgezeichnet.

## Privates
Im April 2022 heiratete er seine langjährige Freundin.